# Samuel Ferguson

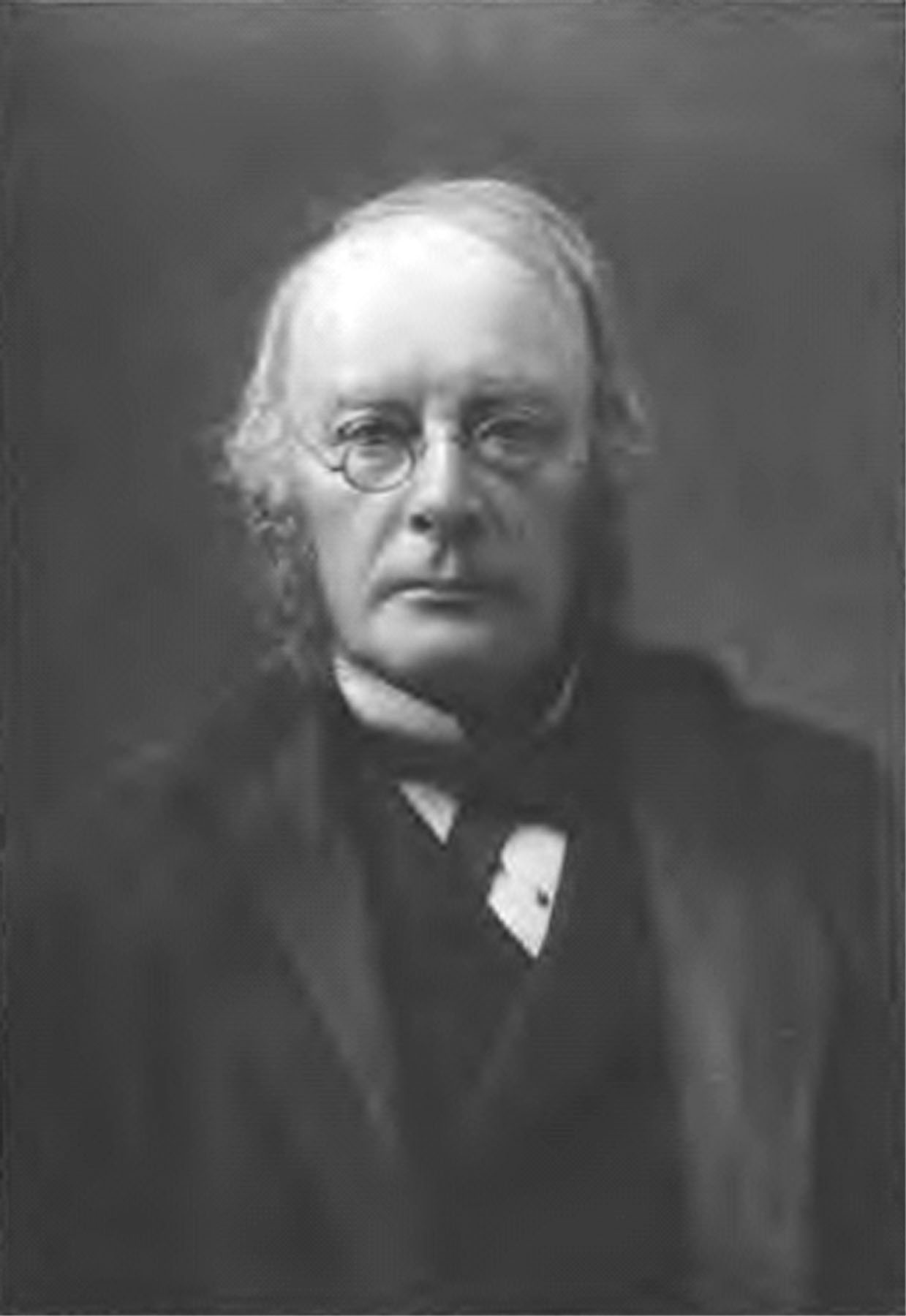
Samuel Ferguson.

Samuel Ferguson (Belfast, 10 de marzo de 1810 – Howth, 9 de agosto de 1886) fue un poeta, abogado y anticuario irlandés, considerado por muchos el más importante poeta angloirlandés del siglo XIX, perteneciente al Renacimiento céltico.

## Biografía
Debido a su interés por la mitología y la historia irlandesas, es visto como uno de los precursores de W. B. Yeats y de los poetas del Crepúsculo celta. Nació en una familia que se trasladó desde Escocia al Ulster durante el siglo XVII. Su padre llevaba una vida de perdulario incorregible y su madre era una persona muy sociable y amante de la literatura, de forma que desde niño les hizo leer a sus seis hijos las obras de Shakespeare, Walter Scott, Keats, Shelley y otros autores ingleses. Varias veces cambiaron de casa; en Glenwhirry el joven poeta encontró una naturaleza que habría de influirle posteriormente; se educó sin embargo en Belfast y luego se trasladó a Dublín para estudiar derecho en el Trinity College, donde obtendría el Bachillerato en Artes en 1826 y el grado de maestro (MA), en 1832. Como la prodigalidad del padre saqueba las arcas familiares, Ferguson tuvo que pagarse sus propios estudios, para lo cual se dedicó a la escritura en el Blackwood's Magazine con apenas 21 años. Comenzó a trabajar como abogado en 1838 sin dejar de escribir en el Blackwood's y en el reciente Dublin University Magazine. Se estableció, pues, en Dublín y empezó a relacionarse en 1846 con los historiadores y arqueólogos de Museos y Bibliotecas y del los medios académicos irlandeses; se casó en 1848 con Mary Guinness, de una célebre familia, e hizo de su casa una tertulia de famosos intelectuales; además de publicar poesía, escribía sobre temas de arqueología y antigüedades. En 1863 viajó a Bretaña, Gales, Inglaterra y Escocia para estudiar monumentos megalíticos y yacimientos arqueológicos, a fin de preparar su gran trabajo sobre la materia, Ogham Inscriptions in Ireland, Wales and Scotland (Inscripciones Ogham en Irlanda, Gales y Escocia), que fue publicado póstumo en 1887.
Una colección de sus poemas, Lays of the Western Gael (1865), le valió un doctorado honoris causa del Trinity College. Dos años después, Ferguson abandonó los tribunales para aceptar el cargo de diputado conservador de los Registros Públicos en Irlanda. En recompensa por sus servicios recibió el nombramiento de caballero o Sir en 1878.
Su principal trabajo poético fue el largo poema Conal (1872); un tercer volumen, Poems, fue editado en 1880. Em 1882 fue elegido Presidente de la Academia Real Irlandesa. Falleció en Howth, el puerto de Dublín, y fue sepultado en Dunegore, Condado de Antrim.

## Obras
- Lament for the Death of Thomas Davis (1847)
- Cashel of Munster (1867)
- The Coolun (1867)
- Dear Dark Head (1867)
- The Poetry of Sir Samuel Ferguson (published 1887)
- Poems of Sir Samuel Ferguson (published 1918)
- Ogham Inscriptions in Ireland, Wales and Scotland 1887.

- Datos: Q5728252
- Multimedia: Samuel Ferguson / Q5728252